# Xelva
Xelva (en castellà i oficialment Chelva) és un municipi del País Valencià, capital de la comarca de la Serrania.

## Geografia

### Orografia
Tot i que el nucli urbà de Xelva es troba a 450 m sobre el nivell del mar, el terme municipal presenta formacions muntanyoses abruptes, pertanyents al Sistema Ibèric, concretament els massissos de Javalambre i a la Serra d'Utiel. Les altures més destacades del terme són el cim de la Talaia (1.157 m), en el camí cap a Villar de Tejas des de Xelva i pròxim a la població de Benaixeve; el Turó de la Nevera (1.205 m) al nord, pròxim als termes de La Iessa, Andilla i Abejuela (ja a Terol); i l'alt del Remei (1.053 m).
El terme es troba solcat pels rius Toixa, que passa al sud del nucli urbà, i el Túria, situat més al sud. El primer forma una fèrtil horta, i el segon presenta un encaixonament que en fa difícil el cultiu.
El terme presenta una important massa forestal, de Pinus halepensis, que ocupa un poc més de 14.000 hectàrees de propietat pública la seua majoria, patrimonial de l'Ajuntament, i declarada d'Utilitat Pública (boscos d'UP n.º 50 i 51 del catàleg de la província de València).

### Municipis limítrofs
Ocupant una superfície d'uns 190 quilòmetres quadrats, el terme municipal limita al nord amb els termes de La Iessa, Andilla, Alpont i Titaigües, a l'est amb Calles, Domenyo i Loriguilla, al sud amb Loriguilla i Utiel i a l'oest amb Benaixeve i Toixa.

### Clima
El clima predominant és mediterrani amb estius càlids i hiverns frescos, de caràcter semiàrid.

## Història

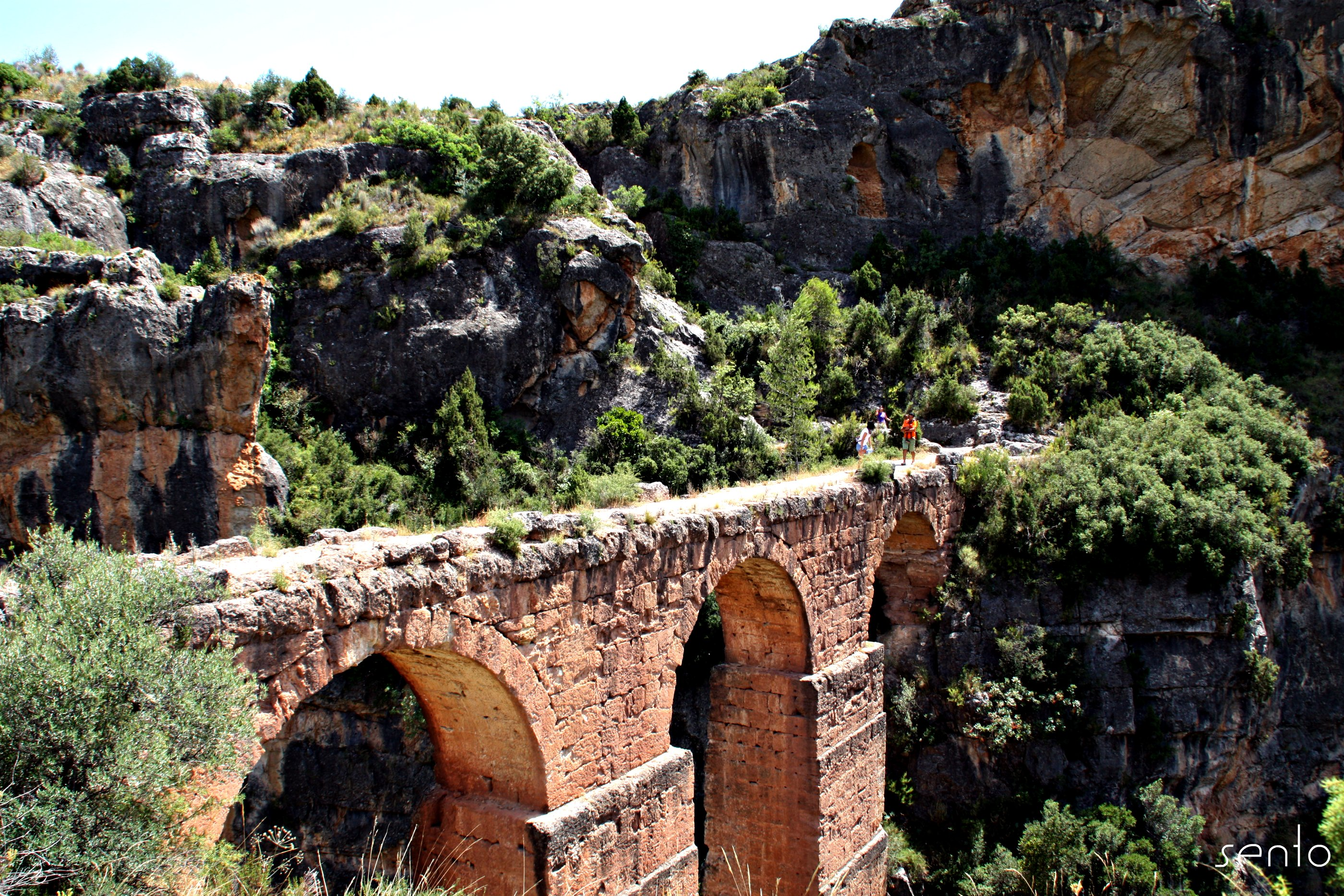
Xelva, camí a la Penya Cortada

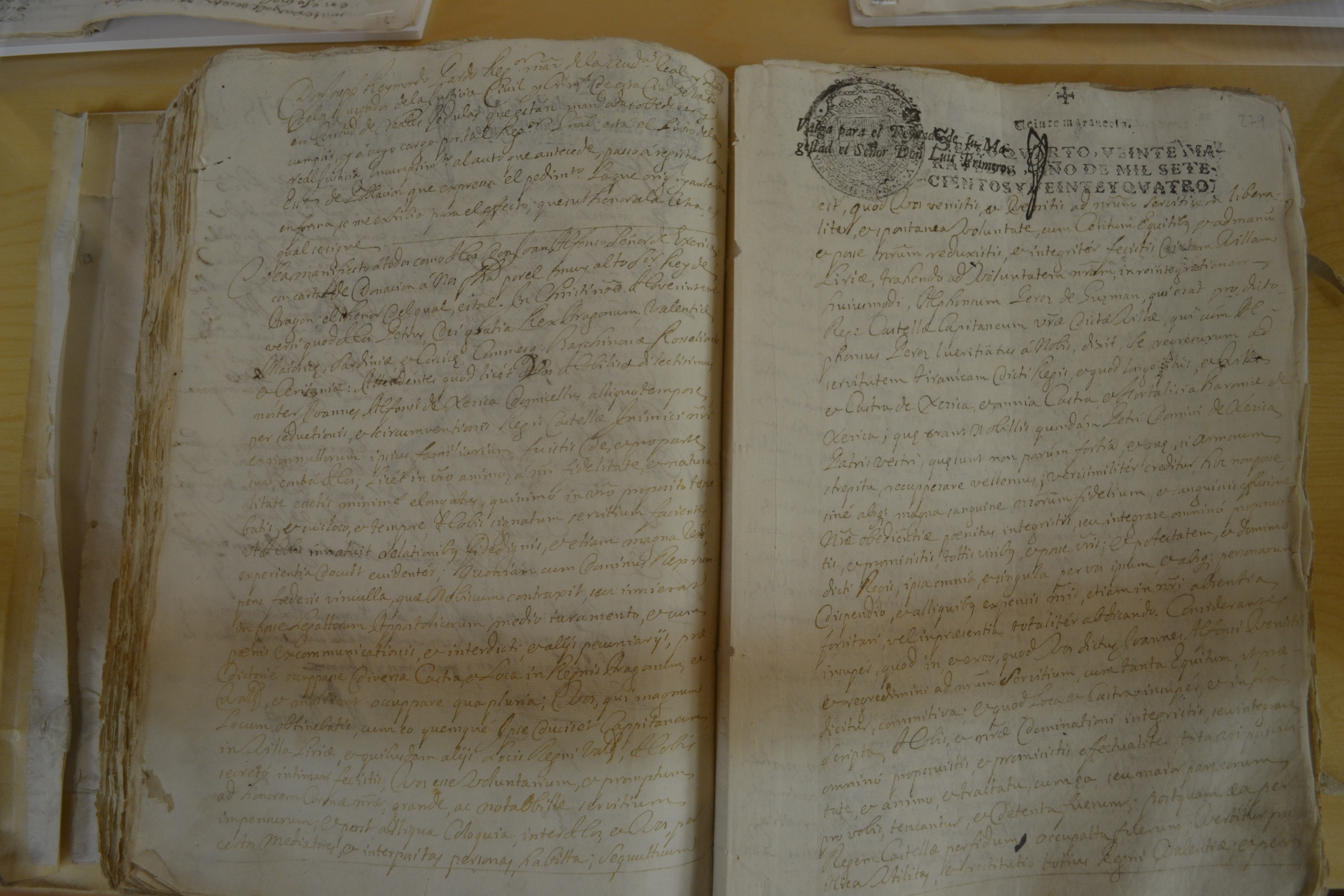
Carta pobla de Xelva del 7 de febrer de 1369 (Arxiu del Regne de València, València)

En el terme de Xelva es pot reconstruir la Prehistòria a partir de les restes arqueològiques de jaciments neolítics, de l'edat del bronze, passant per importants assentaments ibèrics i romans, dels quals resta, a part d'algunes viles rústiques, l'Aqüeducte Romà de Peña Cortada.
Va arribar a ser de gran importància durant la dominació musulmana. El 1194 va ser conquerida per Pere II d'Aragó i es va mantenir en poder de la Corona d'Aragó fins al 1214, quan fou recuperada pels musulmans en l'ofensiva que els va portar a recuperar Castellfabib i Al-Dāmūs. Va ser presa finalment per les tropes cristianes el 1238, i va sofrir la rebel·lió del cabdill àrab Al-Azraq. Repoblada de cristians, en 1390 Joan I d'Aragó la va instituir cap del vescomtat del mateix nom, i li la va donar a Pere Lladró de Vilanova, als descendents del qual va atorgar Felip II el títol de Comtes de Sinarques el 1597, i de mans dels quals va passar a ser dels ducs de Vilafermosa.
A Xelva van conviure les tres grans cultures de la nostra civilització: musulmans, jueus i cristians, hi van cohabitar pacíficament, en un ambient de tolerància fins al segle xvii.
Durant les Guerres de les Germanies la va ocupar una columna d'agermanats. En les Guerres Carlines va estar diverses vegades en poder de les tropes del pretenent, va ser fortificada i convertida en hospital per Cabrera el 1839.
A partir de la divisió provincial realitzada per Javier de Burgos en 1833, es va dur a més la creació dels partits judicials. Segons el Decret Reial del 21 d'abril 1834, Xelva passa a ser capital del Partit Judicial d'Alpont, format pels municipis de, segons text original, «Ademuz, Alpuente, Aras de Alpuente, Benagever, Casasaltas, Casasbajas, Castielfavit, Chelva (la capital), Layesa, Negron, Olmo, Puebla de San Miguel, Rato ó Cuesta del Rato, Royo Cerezo, Santos, Sesga, Sinarcas, Titaguas, Torrealta, Torrebaja, Tuejar, Val, Vallanca» i amb un resum de 23 municipis, 5.300 veïns i 20.571 ànimes.
Durant la Guerra Civil Xelva tingué un paper destacat com a dipòsit d'intendència de l'Exèrcit de la República i espai d'atenció a ferits. A partir de l'estiu de 1938 la localitat rep el sobrenom de Posició Orient, i assumeix un paper molt actiu com a rereguarda de l'Ofensiva de Llevant. A partir de setembre Xelva fou lloc de reintegració dels soldats de la 129 Brigada Internacional, que posteriorment participarien en la batalla de Javalambre. Als últims dies de la contesa s'albergarien a Xelva el soldats de la 47a Divisió de l'Exèrcit de la República, i posteriorment, a partir de març de 1939 seria ocupada per la 57a Divisió franquista.

## Política i govern

### Composició de la Corporació Municipal
El Ple de l'Ajuntament està format per 9 regidors. En les eleccions municipals de 26 de maig de 2019 foren elegits 6 regidors d'Esquerra Unida-Progreso y Unión por el Pueblo (EUPV-PUP), 2 del Partit Socialista del País Valencià (PSPV-PSOE) i 1 del Partit Popular (PP).
| Eleccions municipals de 26 de maig de 2019 - Xelva                                                                            |                                               |                                     |                                     |        |          |          |
| Candidatura | Candidatura                                   | Candidatura                         | Cap de llista                       | Vots   | Vots     | Regidors |
| | Esquerra Unida-Progreso y Unión por el Pueblo |                                     | David Cañigueral Belmonte           | 712    | 60,75%   | 6 (+3)   |
| | Partit Socialista del País Valencià-PSOE      |                                     | Robert Rubio Vicent                 | 268    | 22,87%   | 2 ()     |
| | Partit Popular                                |                                     | Sergio Martínez Roda                | 187    | 15,96%   | 1 (-3)   |
| | Vots en blanc                                 |                                     |                                     | 5      | 0,43%    |          |
| Total vots vàlids i regidors                                                                                                  | Total vots vàlids i regidors                  | Total vots vàlids i regidors        | Total vots vàlids i regidors        | 1.172  | 100 %    | 9        |
| | Vots nuls                                     | Vots nuls                           | Vots nuls                           | 10     | 0,85%    |          |
| Participació (vots vàlids més nuls)                                                                                           | Participació (vots vàlids més nuls)           | Participació (vots vàlids més nuls) | Participació (vots vàlids més nuls) | 1.182  | 79,65%** |          |
| Abstenció | Abstenció                                     | Abstenció                           | Abstenció                           | 302*   | 20,35%** |          |
| Total cens electoral | Total cens electoral                          | Total cens electoral                | Total cens electoral                | 1.484* | 100 %**  |          |
| Alcalde: David Cañigueral Belmonte (EUPV-PUP) (15/06/2019) Per majoria absoluta dels vots dels regidors (6 vots d'EUPV-PUP)   |                                               |                                     |                                     |        |          |          |
| Fonts: JEC, JEZ Llíria, M. Interior, Periòdic Ara. (* No són vots sinó electors. ** Percentatge respecte del cens electoral.) |                                               |                                     |                                     |        |          |          |

### Alcaldes
Des de 2017 l'alcalde de Xelva és David Cañigueral Belmonte d'Esquerra Unida-Progreso y Unión por el Pueblo (EUPV-PUP).
| Període                       | Alcalde o alcaldessa                                | Partit polític     | Data de possessió     | Observacions       |
| ----------------------------- | --------------------------------------------------- | ------------------ | --------------------- | ------------------ |
| 1979–1983                     | José Sánchez Sánchez                                | UCD                | 19/04/1979            | --                 |
| 1983–1987                     | Joaquín Solaz Garzón                                | PSPV-PSOE          | 28/05/1983            | --                 |
| 1987–1991                     | Joaquín Solaz Garzón                                | PSPV-PSOE          | 30/06/1987            | --                 |
| 1991–1995                     | Miguel Esteban Esteban                              | AI                 | 15/06/1991            | --                 |
| 1995–1999                     | Joaquín Solaz Garzón                                | PSPV-PSOE          | 17/06/1995            | --                 |
| 1999–2003                     | José Cervera Hernández                              | PP                 | 03/07/1999            | --                 |
| 2003–2007                     | José Cervera Hernández                              | PP                 | 14/06/2003            | --                 |
| 2007–2011                     | Jerónimo Torralba Rull Joaquín Miguel Solaz Alcaide | LICH PSPV-PSOE     | 16/06/2007 13/06/2009 | Pacte de govern -- |
| 2011–2015                     | Cristina García Zapater                             | PP                 | 11/06/2011            | --                 |
| 2015–2019                     | Robert Rubio i Vicent David Cañigueral Belmonte     | PSPV-PSOE EUPV-PUP | 13/06/2015 21/01/2017 | Pacte de govern -- |
| 2019-2023                     | David Cañigueral Belmonte                           | EUPV-PUP           | 15/06/2019            | --                 |
| Des de 2023                   | David Cañigueral Belmonte                           | EUPV-PUP           | 17/06/2023            | --                 |
| Fonts: Generalitat Valenciana |                                                     |                    |                       |                    |

## Demografia
| 2.245 | 2.072 | 2.184 | 2.211 | 2.174 | 2.105 | 2.046 | 1.986 | 1.938 | 1.877 |

### Pedanies, barris i altres nuclis
Té una població al voltant de 1.900 habitants, la gran majoria localitzats al nucli urbà de Xelva i la resta en les següents pedanies i nuclis habitats: Villar de Tejas, Ahillas, Alcotas, Mas de Caballero, Mas de Sancho i El Cerrito.
Altres llogarets ja abandonats són: Bercuta, Benacacira, Arquela, etc. També hi ha masos dispersos arreu del terme, com ara: El Mozul, La Mozaira, Zae, Casas del Alto, Mas de Pineda, Mas de Tiero, La Talaia, Mas d'Alonso, entre d'altres.
La població indicada és molt estacional i les variacions al llarg de l'any són importants, especialment en època de vacances. A l'hivern difícilment passa de 1200 habitants, mentre que a l'estiu, sobretot a l'agost, supera fàcilment els 5.000.

## Economia
La superfície agrícola ocupa unes 6.000 hectàrees, de les quals aproximadament 300 hectàrees són d'horta i regadiu, pròximes a l'horta del riu Xelva. La resta són cultius de secà, principalment d'olivera, ametller, vinya, entre d'altres.
És l'agricultura, juntament amb el sector serveis, la font d'activitat econòmica més destacable.

## Patrimoni cultural

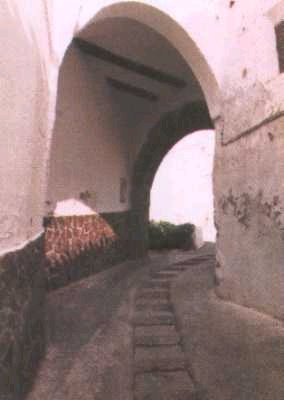
Barri jueu del Azoque a Xelva.

- Conjunt històric de la vila de Xelva i els seus horts. Declarat com a Bé d'Interés Cultural el 2 de novembre de 2012,[10] conserva en el seu nucli urbà l'empremta deixada pels pobles que la van habitar. El barri de Benacacira manté hui dia l'aire ocult i misteriós que la cultura àrab va conferir als seus espais. El barri jueu de l'Azoque també conserva el seu traçat original, amb carrers estrets i porxades, tancat al món exterior. La moreria del Raval es va originar a partir dels segles xiii i xiv. Pels seus carrers també es pot admirar riques mostres de taulellets dels segles xviii i xix.

### Monuments religiosos

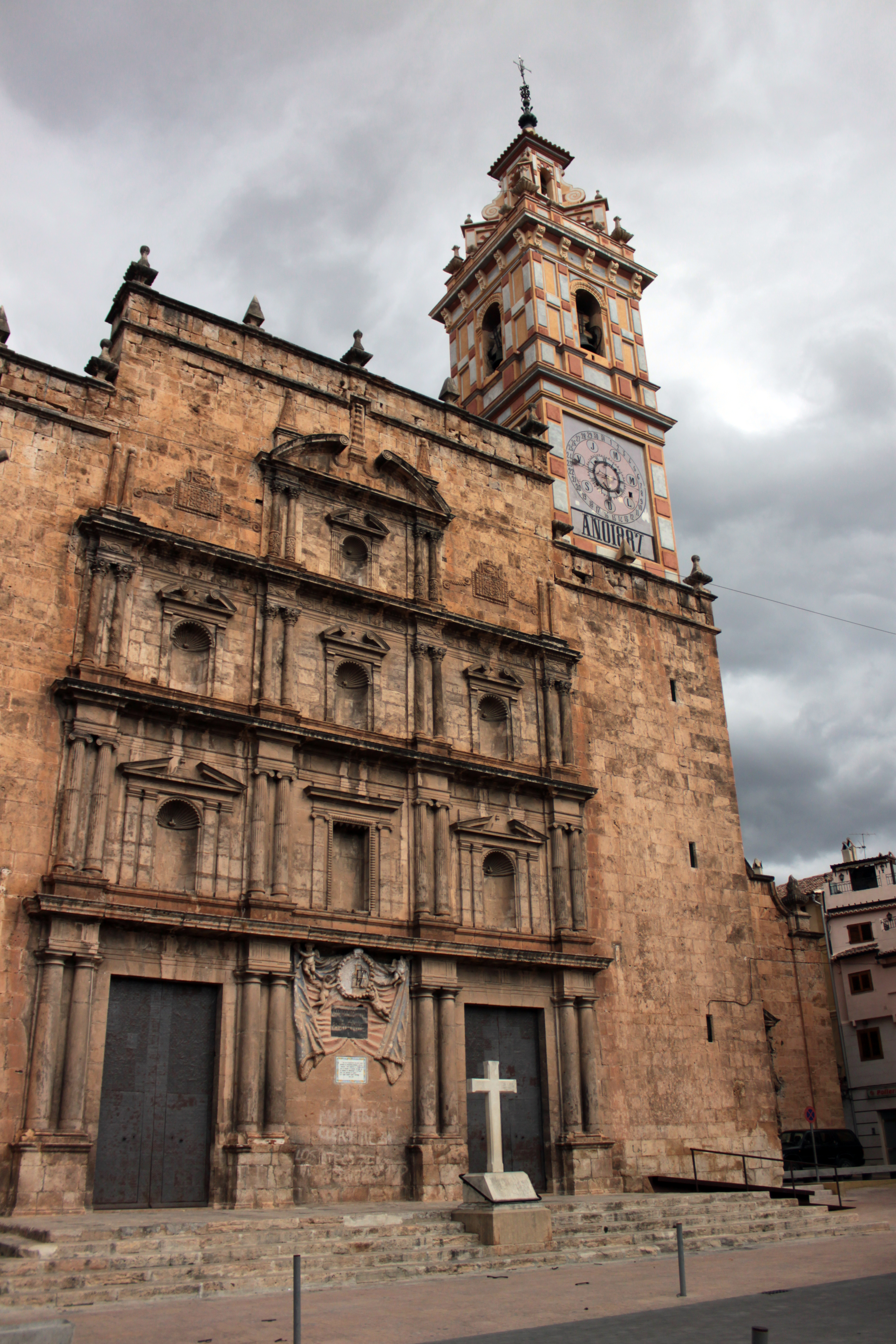
Església Arciprestal dels Àngels de Xelva

- Ermita de la Santa Creu. L'ermita, en procés de reconstrucció, es va construir sobre l'antiga mesquita del segle xiv, que juntament amb la de Simat de la Valldigna, són les dues úniques d'eixa època datades al País Valencià.

- Ermita de Loreto.

- Església dels Àngels. És un dels edificis més emblemàtics de Xelva. La seua presència majestuosa destaca enmig del nucli urbà. Es va iniciar la construcció el 1626, va acabar el 1692, i es va afegir ja en el segle xviii el Campanar i la Capella de la Comunió. Es considera una obra mestra del Barroc Valencià. Hi conserva un ric patrimoni artístic, destacant-hi autors del segle xvii com Pedro Orrente i Jeroni Jacint Espinosa. En la base de la torre del campanar es va instal·lar el 1887 el que actualment és el rellotge-torre més original del País Valencià, ja que és un dels pocs que queden a Espanya que, a més de donar les hores, indica també el dia del mes i la setmana.

- Santuari de la Mare de Déu del Remei.

- Convent de Sant Francesc. L'edifici data del segle xiv, època en què l'orde franciscà es va establir al País Valencià. Un dels aspectes més interessants és la pervivència de les primitives coves on es van assentar els primers frares.

### Monuments civils

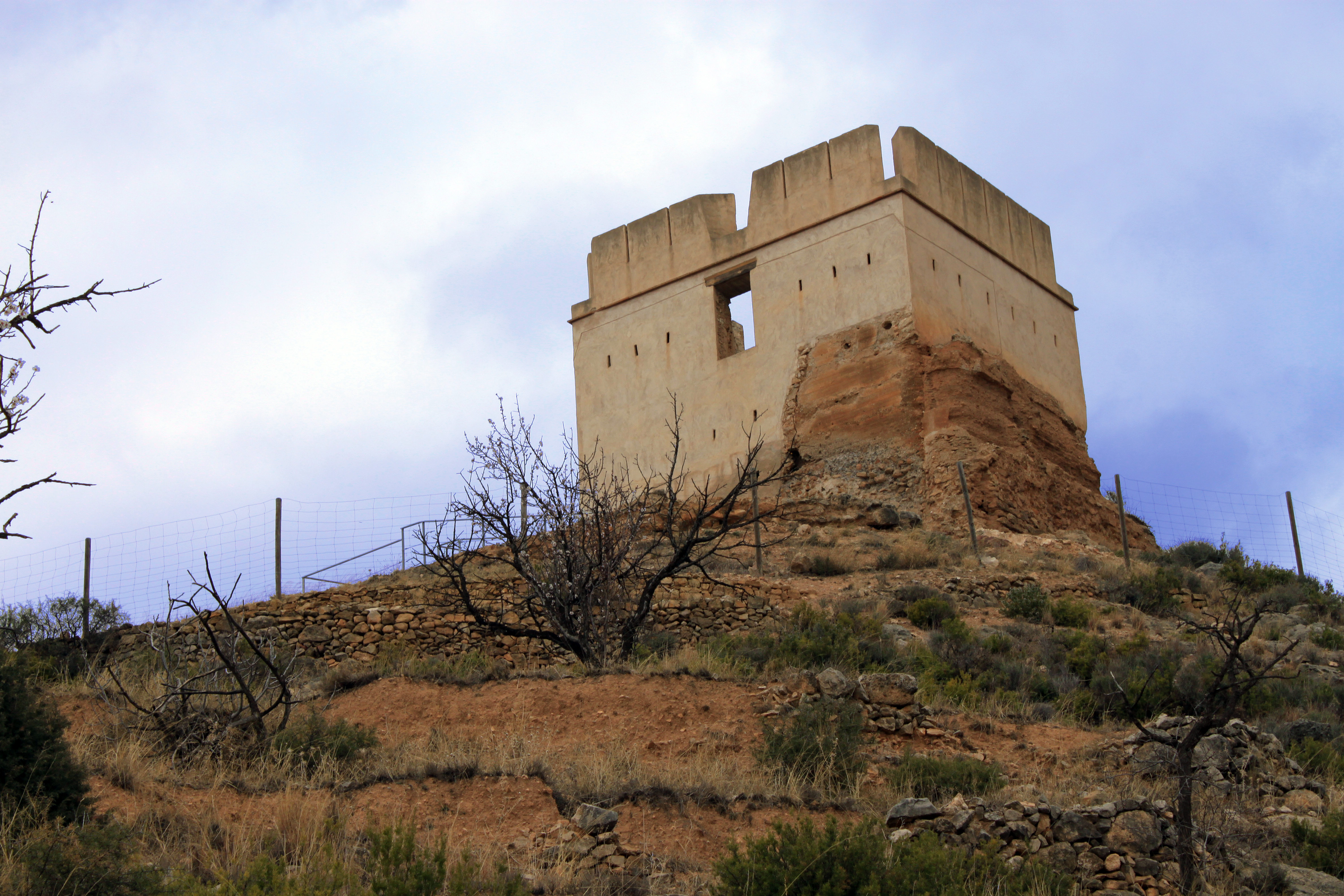
La Torrecilla

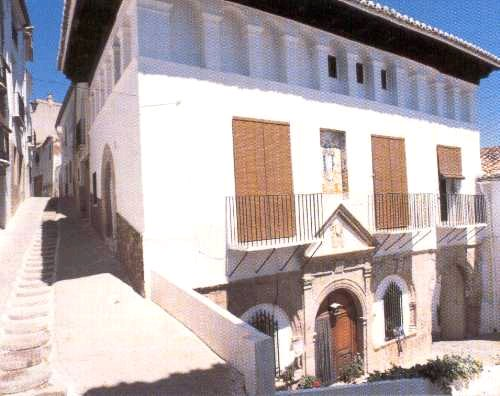
Consell de la Vila

- Aqüeducte Romà de Peña Cortada. Un dels elements patrimonials més importants de la comarca de la Serrania és l'Aqüeducte Romà, colossal obra d'enginyeria hidràulica construïda pels romans al segle I d. de C. L'aqüeducte, ateses les restes trobades, transcorre pels termes de Toixa, Xelva, Calles i Domenyo. La part més monumental de la conducció se situa en terme de Calles, i té l'accés per Xelva. Són diverses les hipòtesis sobre la seua funcionalitat, però sembla fonamentat que servia per a conduir l'aigua fins als cultius de l'Edeta romana, hui la ciutat de Llíria.

- La Torrecilla. Torre d'origen islàmic construïda sobre un assentament ibèric —denominat, segons la tradició, castell de «Chercol», a partir del nom d'un suposat traïdor el va rendir als romans.[11] Va ser reutilitzada i fortificada posteriorment, i fou escenari de les nombroses batalles carlines que es van lliurar a la zona.

- Consell de la Vila o ajuntament antic. El Consell de la Vila, precedent dels actuals ajuntaments, va fer construir per a la seua seu, en la segona meitat del segle xvi, un caseriu a la plaça del Raval, que llavors era el centre neuràlgic de la vila, ja que era la porta d'entrada des de València, el lloc on se situava el mercat i el punt de trobada entre el barri morisc del Raval i els barris cristians.

- Palau Vescomtal. Encara que ocult per les múltiples transformacions sofertes en les últimes dècades, es conserva l'edifici del que va ser el Palau del Vescomte de Xelva, construït també a partir de les instal·lacions del castell musulmà. En la seua estructura es poden observar elements arquitectònics propis de l'època de construcció, segle xiii, així com restes de la torre musulmana i la muralla que envoltava el nucli poblat.

- Plaça de Bous (1909).

## Festes i celebracions
- Sant Antoni Abat. Al gener se celebra San Antón, i el Festival de Narrativa Oral Cuentantón. Una de les festes més tradicionals i populars de la localitat. El poble s'ompli de fogueres, unes 150, i se celebra l'«Empujón», una ronda atípica per la part del poble, ja que la gent fa «taps» en els carrerons més estrets i es tracta que altres derroquen l'obstacle a força d'espentar.
- Pasqua. En Setmana Santa se celebren les corresponents festes religioses i la recollida d'«al·leluies» durant el diumenge de resurrecció, quan es llancen des de la part alta de l'Església milers de paperets de colors, al·leluies beneïts que proporcionaran bonança durant un any i protegiran de les tempestes, segons la tradició popular.
- Festa dels Mayos. El 30 d'abril se celebren els «Mayos» ('maigs') una rondalla en la qual es canten cobles a les mosses i a la verge.
- Festes d'estiu. Durant l'estiu se celebra la Setmana de la Joventut, Sant Cristòfol, Sant Joan en el llogaret d'Ahillas, i les festes patronals, durant l'última setmana d'agost.